# Jayne Torvill
Jayne Torvill, verh. Christensen, OBE (* 7. Oktober 1957 in Nottingham, England) ist eine ehemalige britische Eiskunstläuferin, die im Eistanz startete.

## Jugend
Jayne Torvill ist die Tochter von Betty und George Torvill, einem Nachrichtenkorrespondenten. Sie begann im Alter von acht Jahren mit dem Schlittschuhlaufen.

## Karriere
Zu Beginn ihrer Eiskunstlaufkarriere konzentrierte Jayne Torvill sich zunächst auf das Paarlaufen und wurde zusammen mit Michael Hutchenson britische Paarlaufmeisterin 1972. Das Paar nahm im selben Jahr auch an der Europameisterschaft teil und belegte den 18. Platz.
1975 wurde Christopher Dean ihr Eistanzpartner. Torvill und Dean wurden zunächst von Janet Sawbridge trainiert. 1978 wechselten sie die Trainerin und gingen zu Betty Callaway.
1978 debütierten Torvill und Dean bei den Eiskunstlauf-Welt- und Europameisterschaften. 1980 bestritten sie in Lake Placid ihre ersten Olympischen Spiele und beendeten sie auf dem fünften Platz. Bei Welt- und Europameisterschaften verpassten sie als Vierte noch das Podium. Zu diesem Zeitpunkt hatten Torvill, die bei der Versicherung Norwich Union in Nottingham angestellt war, und Dean, der bei der Polizei in Nottingham arbeitete, bereits ihren Beruf aufgegeben und konzentrierten sich nun ganz auf den Sport. Er fungierte selbst als Choreograf für das Team. 1981 begann der Siegeszug von Torvill und Dean. In Innsbruck wurden sie Europameister und in Hartford Weltmeister. 1982 verteidigten sie ihren Europameisterschaftstitel in Lyon und ihren Weltmeisterschaftstitel in Kopenhagen. 1983 nahmen sie aufgrund einer Sturzverletzung Torvills nicht an der Europameisterschaft teil, gewannen aber bei der Weltmeisterschaft in Helsinki die Goldmedaille. 1984 machten sie den totalen Triumph perfekt, als sie in Budapest Europameister, in Sarajevo Olympiasieger und in Ottawa zum vierten Mal in Folge Weltmeister wurden.
Die 1984er Kür von Jayne Torvill und Christopher Dean nach der Musik zu Maurice Ravels Boléro wurde weltberühmt und war sogar als Videoclip in einigen Hitparaden. Bei den Olympischen Winterspielen in Sarajevo 1984 erhielten sie für diese Kür neunmal die damalige Idealnote 6,0 in der B-Note für die Präsentation – das war die höchstmögliche Bewertung und das einzige Mal, dass dies erreicht wurde. Zudem bekamen sie drei Mal die Höchstwertung in der A-Note. Bei der anschließenden Weltmeisterschaft übertrafen Torvill und Dean diesen Rekord mit 9 × 6,0 in der B-Note und 4 × 6,0 in der A-Note noch.
Der olympische Auftritt von Torvill und Dean war eines der populärsten Ereignisse der britischen Sportgeschichte; 24 Millionen Briten verfolgten das Eistanzpaar vor den Fernsehbildschirmen. Beide wurden 1984, erstmals in der Geschichte dieser Ehrung, gemeinsam zur BBC Sports Personality of the Year, zum Sportler des Jahres in Großbritannien, gewählt.
Nach der Weltmeisterschaft 1984 wurden Torvill und Dean Profis, nutzten aber 1994 wie Katarina Witt das Angebot der ISU, sich reamateurisieren zu lassen. Sie gewannen Gold bei der Europameisterschaft in Kopenhagen. Zehn Jahre nach ihrem Olympiasieg nahmen sie 1994 in Lillehammer wieder an Olympischen Winterspielen teil und gewannen in einer für das Eistanzen extrem spannenden Entscheidung die Bronzemedaille. Von 1981 bis 1983 wurden Torvill und Dean drei Mal in Folge zur Mannschaft des Jahres in Großbritannien gewählt. 1989 wurden sie in die Eiskunstlauf Hall of Fame aufgenommen. Außerdem wurden ihnen von der ISU der Jacques Favart Orden, die höchste Auszeichnung der Internationalen Eislaufunion, verliehen. Ihr wurde 1999 ebenfalls der Order of the British Empire verliehen.
2006 traten Jayne Torvill und Christopher Dean in der britischen Version von „Dancing on Ice“ erstmals nach fast zehn Jahren wieder gemeinsam auf dem Eis auf.
2018 choreografierte sie zusammen mit Dean die Kür von Aljona Savchenko und Bruno Massot, mit der sie bei den Olympischen Winterspielen 2018 in Pyeongchang im Paarlauf mit Weltrekord die Goldmedaille holten.

## Persönliches
Seit dem 21. September 1990 ist Torvill mit dem US-amerikanischen Tontechniker Phil Christensen verheiratet. Mit ihm hat sie zwei Kinder. Die Familie lebt in East Sussex, England.

## Ergebnisse

### Eistanz
(mit Christopher Dean)
| Wettbewerb / Jahr         | 1977 | 1978 | 1979 | 1980 | 1981 | 1982 | 1983 | 1984 | 1994 |
| ------------------------- | ---- | ---- | ---- | ---- | ---- | ---- | ---- | ---- | ---- |
| Olympische Winterspiele   |      |      |      | 5.   |      |      |      | 1.   | 3.   |
| Weltmeisterschaften       |      | 11.  | 8.   | 4.   | 1.   | 1.   | 1.   | 1.   |      |
| Europameisterschaften     |      | 9.   | 6.   | 4.   | 1.   | 1.   |      | 1.   | 1.   |
| Britische Meisterschaften | 2.   | 3.   | 1.   | 1.   | 1.   | 1.   | 1.   | 1.   | 1.   |